# کلاوجو کوتینیو
کلاوجو کوتینیو (پرتغالی: Cláudio Coutinho; ۵ ژانویهٔ ۱۹۳۹ – ۲۷ نوامبر ۱۹۸۱، پرتغالی برزیلی:[ˈklawdʒu]) مربی فوتبال اهل برزیل بود.
وی در جام جهانی فوتبال ۱۹۷۸ سرمربی تیم ملی فوتبال برزیل بوده است.